# Prêmio Passano
O Prêmio Passano (em inglês:  Passano Award}) é um prêmio em ciências concedido desde 1945 pela Fundação Passano, destinado a pesquisas médicas nos Estados Unidos. Muitos dos laureados com o Prêmio Passano receberam depois o Prêmio Nobel.
O prêmio é denominado em memória de Edward Boetler Passano. Desde 1975 a fundação também concede um prêmio para pesquisas clínicas (Young Scientist Award), que desde 1994 é concedido a jovens pesquisadores (Passano Physician Scientists).

## Laureados
- 1945 Edwin Joseph Cohn
- 1946 Ernest William Goodpasture
- 1947 Selman Waksman (Nobel de Medicina 1952)
- 1948 Alfred Blalock, Helen Taussig
- 1949 Oswald Avery
- 1950 Edward Calvin Kendall (Nobel de Medicina 1950), Philip Showalter Hench (Nobel de Medicina 1950)
- 1951 Philip Levine, Alexander Solomon Wiener
- 1952 Herbert McLean Evans
- 1953 John Franklin Enders (Nobel de Medicina 1954)
- 1954 Homer Smith
- 1955 Vincent du Vigneaud (Nobel de Química 1955)
- 1956 Geórgios Papanicolau
- 1957 William Mansfield Clark
- 1958 George Washington Corner
- 1959 Stanhope Bayne-Jones
- 1960 René Dubos
- 1961 Owen Harding Wangensteen
- 1962 Albert Hewett Coons
- 1963 Horace Winchell Magoun
- 1964 Keith Roberts Porter, George Palade (Nobel de Medicina 1974)
- 1965 Charles Huggins (Nobel de Medicina 1966)
- 1966 John Tileston Edsall
- 1967 Irvine Page
- 1968 John Eager Howard
- 1969 George Hitchings (Nobel de Medicina 1988)
- 1970 Paul Zamecnik
- 1971 Stephen William Kuffler
- 1972 Kimishige Ishizaka, Teruko Ishizaka
- 1973 Roger Sperry (Nobel de Medicina 1981)
- 1974 Seymour Stanley Cohen, Baruch Blumberg (Nobel de Medicina 1976)
- 1975 Henry Kunkel
- 1976 Roger Guillemin (Nobel de Medicina 1977)
- 1977 Curt Paul Richter
- 1978 Michael Stuart Brown (Nobel de Medicina 1985), Joseph Goldstein (Nobel de Medicina 1985)
- 1979 Donald Frederick Steiner
- 1980 Seymour Solomon Kety
- 1981 Hugh McDevitt
- 1982 Roscoe Brady, Elizabeth Fondal Neufeld
- 1983 John Michael Bishop (Nobel de Medicina 1989), Harold Varmus (Nobel de Medicina 1989)
- 1984 Peter Carey Nowell
- 1985 Howard Green
- 1986 Albert Lehninger, Eugene Kennedy
- 1987 Irwin Fridovich
- 1988 Edwin Krebs (Nobel de Medicina 1992), Edmond Fischer (Nobel de Medicina 1992)
- 1989 Victor Almon McKusick
- 1990 Alfred Gilman (Nobel de Medicina 1994)
- 1991 William Shuford Sly, Stuart Kornfeld
- 1992 Charles Yanofsky
- 1993 Jack Leonard Strominger, Don Craig Wiley
- 1994 Bert Vogelstein
- 1995 Robert Gayle Roeder, Robert Tjian
- 1996 Leland Hartwell (Nobel de Medicina 2001)
- 1997 James Edwin Darnell
- 1998 Robert Horvitz (Nobel de Medicina 2002)
- 1999 Elizabeth Blackburn (Nobel de Medicina 2009), Carol Greider (Nobel de Medicina 2009)
- 2000 Giuseppe Attardi, Douglas Cecil Wallace
- 2001 Seymour Benzer
- 2002 Alexander Rich
- 2003 Andrew Fire (Nobel de Medicina 2006)
- 2005 Jeffrey Michael Friedman
- 2006 Napoleone Ferrara
- 2007 Joan Massagué Solé
- 2008 Thomas Südhof (Nobel de Medicina 2013)
- 2009 Irving Weissman
- 2010 David Julius
- 2011 Elaine Fuchs
- 2012 Eric Newell Olson
- 2013 Rudolf Jaenisch
- 2014 Jeffrey Ivan Gordon
- 2015 James Patrick Allison
- 2016 Jonathan C. Cohen, Helen Hobbs

## Young Scientist Award
- 1975 Joan Steitz
- 1976 Ralph A. Bradshaw
- 1977 Eric A. Jaffe
- 1978 Robert Lefkowitz (Nobel de Química 2012)
- 1979 Richard Axel (Nobel de Medicina 2004)
- 1981 William Albert Catterall, Joel M. Moss
- 1982 Roger Kornberg (Nobel de Química 2006)
- 1983 Gerald Mayer Rubin, Allan Charles Spradling
- 1984 Thomas Cech (Nobel de Química 1989)
- 1985 Mark Morris Davis
- 1986 James E. Rothman (Nobel de Medicina 2013)
- 1987 Jeremy Nathans
- 1988 Peter Walter
- 1989 Louis Martens Kunkel
- 1990 Matthew P. Scott
- 1991 Roger Tsien (Nobel de Química 2008)
- 1992 Tom Curran

## Passano Physician Scientists
- 1994 Jeffrey Balser, Rajiv Ratan
- 1995 Lora Hedrick, Nathen E. Crone
- 1996 Atul Bedi, Ursula Wesselmann, Tzyy-Choou Wu
- 1997 Henry T. Lau, Ellen S. Pizer
- 1998 Patrice Becker, Thomas L. Pallone, Rudra Rai
- 1999 Jeffery D Hasday, Carlos A. Pardo-Villamizar
- 2000 Nancy E. Braverman, Kathryn Rae Wagner
- 2001 Michael Polydefkis, Cornelia Liu Trimble
- 2002 Andrew P. Lane, Louise D. McCullough, Eric J. Rashba
- 2003 Francesco Saverio Celi, Joseph Mark Savitt, Tao Wang
- 2005 Bradley J. Goldstein, David J. Kouba, Wells Messersmith, Jennifer L. Payne, Sangeeta D. Sule
- 2006 Frances L. Johnson, Brett Morrison, Alfredo Quiñones-Hinojosa
- 2007 Rachel Damico, Andrew Mammen, Susanna Scafidi
- 2008 Thomas E. Lloyd, Edward Schaefer, Wilbur H. Chen
- 2009 Mahendra Damarla, Jason Farrar, Ikwunga Wonodi
- 2010 Marlis Gonzalez-Fernandez, Nilofer Azad, Afshin Parsa
- 2011 Gloria Reeves, Adam Hartman, Aravindan Kalandaivilu
- 2012 Irina Burd, Jonathon M. Gerber, Kevin N. Sheth
- 2013 Jennifer Mammen, Janis Taube, Graeme Woodworth
- 2014 Janet L. Crane, Gabriel Ghiaur, Mohammad Sajadi